# Isefjord
De Isefjord is een van de twee grote fjorden in het noorden van het Deense eiland Seeland (Sjælland). De andere is de Roskilde Fjord, die in het noordelijkste deel in de Isefjord uitmondt en door het schiereiland Hornsherred van de Isefjord wordt gescheiden.
De Isefjord mondt in het noorden tussen de plaatsen Rørvig en Hundested uit in het Kattegat. In het zuiden loopt de fjord tot de stad Holbæk. Verschillende delen van de Isefjord hebben ook aparte namen, zoals de Holbækfjord en de Nykøbing Bugt. De Isefjord is ongeveer 35 km lang en 305 km² groot. Gemiddeld is de fjord 5-7 meter diep.
In het midden van de fjord ligt het eiland Orø.